# Cerreto Langhe
Cerreto Langhe – miejscowość i gmina we Włoszech, w regionie Piemont, w prowincji Cuneo.
Według danych na rok 2004 gminę zamieszkiwało 469 osób, 46,9 os./km².